# Cône funéraire

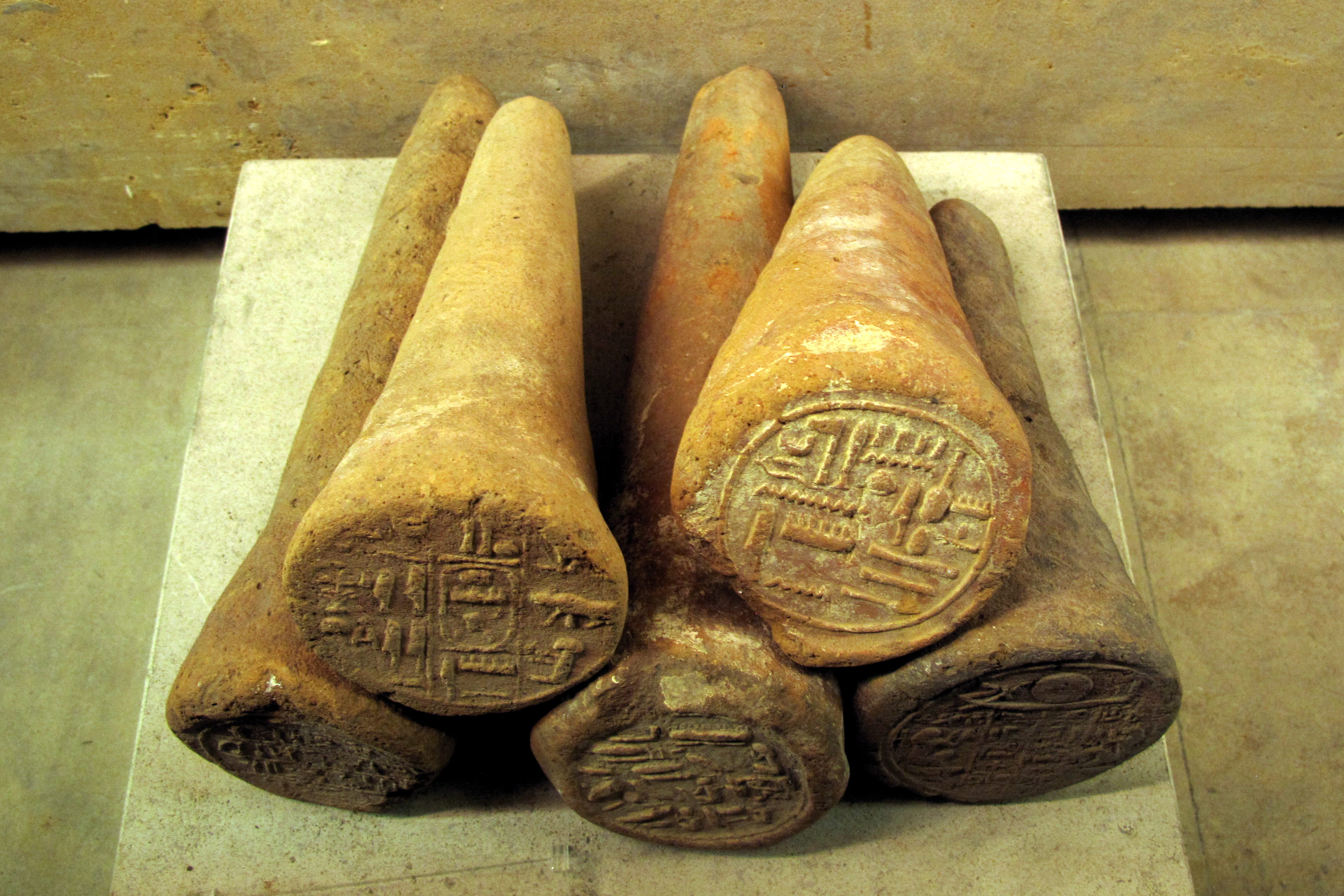
Plusieurs cônes, Nouvel Empire

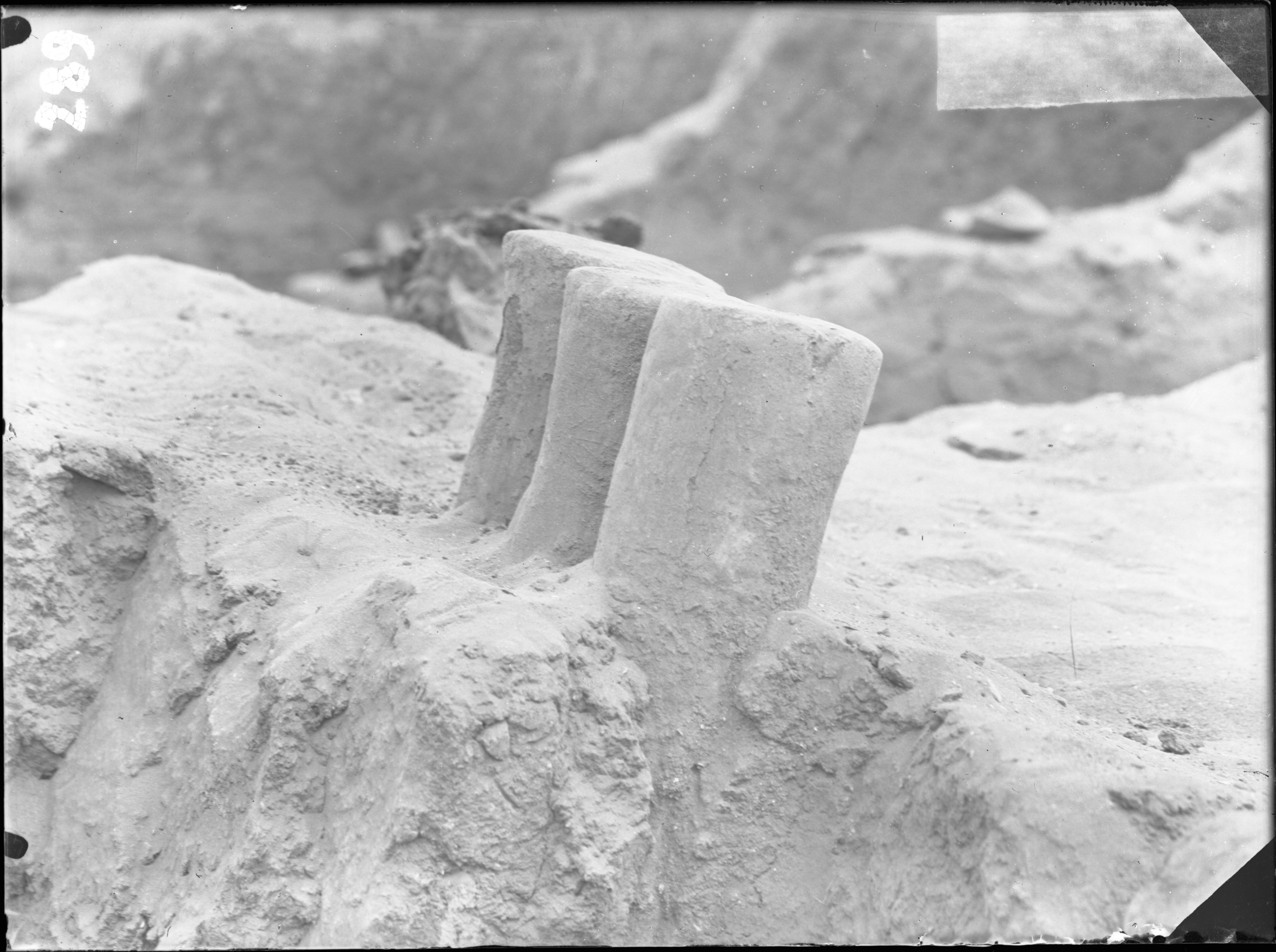
Trois cônes funéraires encore encastrés dans le mur où ils ont été insérés. Tombe d'Iti et Néférou, Gebelein. Fouilles Schiaparelli, 1911.

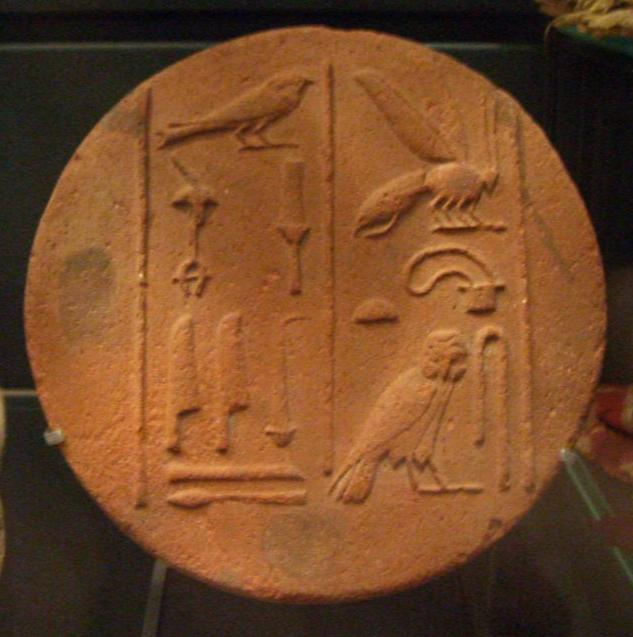
Base d'un cône appartenant à Ptahemhat Ty

Les cônes funéraires étaient de petits cônes d'argile utilisés dans l'Égypte antique et que l'on trouve presque exclusivement dans la nécropole de Thèbes. Ces cônes étaient placés au dessus de l'entrée de la chapelle d'une tombe. Les premiers exemplaires ont été découverts à partir de la XIe dynastie. Ils sont généralement dépourvus de décor. Au cours du Nouvel Empire, les cônes tendent à devenir de plus petite taille et on y trouve inscrits en hiéroglyphes avec le titre et le nom du propriétaire de la tombe, souvent accompagnés d'une courte prière.
La fonction exacte des cônes est inconnue, mais selon certaines hypothèses, ils servaient de passeport, d'éléments architecturaux et d'offrandes symboliques, entre autres,.
Les cônes funéraires ont été organisés pour la première fois en un corpus par Davies et Macadam (1957). Ce catalogue a ensuite été complété par Jaume Vivó et Costa. Au XXIe siècle, Dibley et Lipkin (2009) et Kento Zenihiro (2009) ont compilé des publications plus complètes, et Christoffer Theis a apporté des cônes supplémentaires provenant de livres, d'articles, de catalogues de ventes aux enchères et d'expositions.